# Pierre Louis Vasquez
Pierre Louis Vasquez (Saint Louis, 3 ottobre 1798 – Westport, 5 settembre 1868) è stato un esploratore e mercante statunitense.
Era un contemporaneo di molti famosi esploratori europeo-americani del primo occidente e ne avrebbe conosciuto molti, tra cui Jim Bridger, Manuel Lisa, Kit Carson e Andrew Sublette. 

## Biografia
Nato e cresciuto a Saint Louis, nel Missouri, era il figlio del commerciante di pellicce spagnolo Benito Vázquez e di Marie-Julie Papin (figlia di Pierre Papin e Catherine Guichard), era pertanto di origine spagnola e francese canadese (europea). Nel 1823, divenne un commerciante di pellicce, ricevendo la sua prima licenza per commerciare con i Pawnee. All'inizio degli anni 1830 aveva spostato le sue operazioni sulle montagne, diventando un commerciante di montagna molto popolare e attivo. Dopo essere stato educato dai sacerdoti nella Cattedrale di Saint Louis, era uno dei pochi uomini di montagna ad avere una istruzione e sapeva leggere e scrivere. Sebbene firmasse tutte le sue lettere come "Louis", Pierre Louis fu soprannominato "Old Vaskiss" da altri uomini di montagna. Louis era il più giovane di undici fratelli.
Nel 1834 divenne socio di Andrew Sublette e tornò a commerciare sulla South Platte dopo aver ottenuto una licenza commerciale a Saint Louis, da William Clark sovrintendente agli affari indiani. Nel 1835 costruì Fort Vasquez. Viaggiò avanti e indietro tra le montagne e Saint Louis quasi ogni anno e la sua reputazione andava crescendo. I due soci, incapaci di ottenere un profitto, vendettero Fort Vasquez a Lock e Randolph nel 1840, che successivamente fallirono e abbandonarono la struttura nel 1842. A causa del fallimento, Louis Vasquez e Andrew Sublette non riuscirono a riscuotere la somma loro dovuta a seguito della vendita. Vasquez si associò quindi con Jim Bridger. Nel 1843 avevano costruito Fort Bridger sulla Blacks Fork del Green River, che divenne tanto una stazione di emigrazione quanto una stazione commerciale. 
Nel 1846, a Saint Louis, sposò una vedova, la signora Narcissa Land Ashcraft e portò la sua nuova famiglia, suo figlio e sua figlia, a Fort Bridger nel Wyoming. Lì ebbero altri tre figli; Louis, Marianne e Sara.  Vasquez aprì un negozio a Salt Lake City nel 1855 e, assieme al socio, Bridger, vendette il forte nel 1858, quando si era già ritirato nel Missouri. Nel 1868 morì nella sua casa di Westport e fu sepolto nel cimitero della chiesa di Santa Maria. Anni prima, nel 1853, Louis Vasquez aveva regalato al suo caro amico Jim Bridger il proprio fucile. Dal 1998 il fucile è esposto al Museum of the Mountain Man a Pinedale, Wyoming. 